# Boris Leontjewitsch Gorbatow

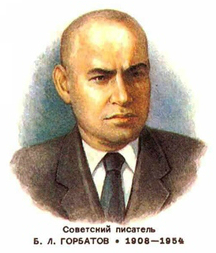

Boris Leontjewitsch Gorbatow (russisch Борис Леонтьевич Горбатов; * 15. Juni 1908 im Donbass; † 20. Januar 1954 in Moskau) war ein sowjetischer Schriftsteller.

## Leben und Werk
Gorbatow zog 1926 nach Moskau und trat 1930 der Kommunistischen Partei bei. Während des Zweiten Weltkriegs war er Kriegskorrespondent. Er schrieb Romane und Erzählungen. Am bekanntesten wurde sein Roman Die Unbeugsamen von 1943, dessen deutsche Übersetzung schon 1944 in einem Stockholmer Exilverlag erschien. Darin stellt er den Widerstandskampf im von der Wehrmacht okkupierten Donbass dar. 1945 wurde der Roman unter der Regie von Mark Donskoi verfilmt.